# Jimmy Blythe
Jimmy Blythe (* 20. Mai 1901 in Louisville, Kentucky; † 21. Juni 1931 in Chicago, Illinois) war ein einflussreicher US-amerikanischer Jazz- und Boogie-Pianist. Sein Geburtsdatum ist umstritten.
Geboren und aufgewachsen in Kentucky, zog Blythe um 1916 nach Chicago, wo er beim Pianisten Clarence M. Jones das Klavierspielen lernte. Er war ein Allround-Pianist, der oft populäre Stücke, wie etwa den Ragtime-Titel Chicago Stomps (1924), mit Boogie-Rhythmen spielte.
Blythe nahm in den frühen 1920ern etliche Notenrollen auf, bevor er bei Paramount Records als Studiopianist arbeitete und mit Spasm-Bands (eine Art Jug-Band) wie den Midnight Rounders und the State Street Ramblers auftrat. Er bildete mit Johnny Dodds ein Duo und hatte seine eigene Band, Blythe’s Sinful Five. Er begleitete auch verschiedene Bluessängerinnen, wie etwa Ma Rainey.
1925 veröffentlichte Blythe Jimmy’s Blues, auf dem der Boogie-Klassiker Pine Top’s Boogie Woogie (1928) von Clarence „Pine Top“ Smith basierte. Er war auch an Plattenaufnahmen von Jimmy Bertrand, June Cobb, den Memphis Night Hawks (1932) und Bumble Bee Slim (1934–36) beteiligt.
Zu den Musikern, die Blythe als Vorbild nennen, gehört u. a. auch Albert Ammons.
Jimmy Blythe starb 1931 im Alter von 30 Jahren an den Folgen einer Meningitis.

## Lexikalischer Eintrag
- Leonard Feather, Ira Gitler: The Biographical Encyclopedia of Jazz. Oxford University Press, New York 1999, ISBN 0-19-532000-X.
- Carlo Bohländer, Karl Heinz Holler, Christian Pfarr: Reclams Jazzführer. 3., neubearbeitete und erweiterte Auflage. Reclam, Stuttgart 1989, ISBN 3-15-010355-X.